# Raymond Carroll Osburn
Raymond Carroll Osburn (Newark, 4 gennaio 1872 – Columbus, 6 agosto 1955) è stato uno zoologo statunitense.

## Biografia
Osburn nacque il 4 gennaio 1872 a Newark, Ohio. Nel 1898, ricevette il suo diploma di laurea presso l'Università statale dell'Ohio, e continuò lì, guadagnando il suo master due anni dopo. Ha ricevuto il suo dottorato nel 1906 dalla Columbia University. Dopo aver ottenuto il master, ottenne un posto come istruttore di biologia ed embriologia allo Starling Medical College. Dal 1899 al 1902 ricoprì il ruolo di professore di biologia al Fargo College. Dal 1902-1906 insegnò alla Scuola Superiore di Commercio di New York. Dal 1907-1910 fu professore assistente di zoologia, seguito da professore di biologia per 5 anni al Barnard College. Per due anni servì con lo stesso titolo al Connecticut College for Women, e fu professore di zoologia e presidente del dipartimento di entomologia all'Università statale dell'Ohio. Uno dei suoi studenti di dottorato fu Mary Dora Rogick, che divenne una specialista nella tassonomia e nell'ecologia dei briozoi, un phylum di animali invertebrati acquatici.
Fu direttore associato del New York Aquarium e direttore estivo del Franz Theodore Stone Laboratory dell'Università statale dell'Ohio. Dal 1945-1952 fu ricercatore associato sui briozoi presso la Allan Hancock Foundation of the University of Southern California. Morì il 6 agosto 1955 a Columbus, Ohio.

## Opere
Fu autore di diverse opere, tra le quali:
- (EN) The Care of Home Aquaria, Alibris. URL consultato il 15 dicembre 2012.
- (EN) Bryozoa of the Pacific coast of America, 1950. URL consultato il 15 dicembre 2012.

| Osburn è l'abbreviazione standard utilizzata per le specie animali descritte da Raymond Carroll Osburn. Categoria:Taxa classificati da Raymond Carroll Osburn |